# 월터 보비
월터 보비(Walter Bobbie, 1945년 11월 18일 ~ )는 미국의 안무가, 배우, 연극 배우, 텔레비전 배우이다.
스크랜턴에서 태어났다.

## 영화
- 힙합 X (2003년)
- 시너 (1996년)
- 법과 질서 (1990년)
- 원 라이프 투 리브 (1968년)